# Bratři Ebenové (album)
Bratři Ebenové (1982) je první deska Bratří Ebenů. Obsahuje 4 autorské písničky Marka Ebena. Dvě z nich (Praha 1581 a Štafle), ovšem znovu nahrané, vyšly na debutovém albu Malé písně do tmy (1984), další dvě vyšly jako bonus na reedici téhož alba v roce 1996.

## Písničky
1. Praha 1581 – 4:18
2. Andulce z béčka – 1:53
3. Štafle – 3:50
4. K narozeninám – 2:07